# Michel Colbert de Saint-Pouange
Michel  Colbert de Saint-Pouange, né en 1629, et mort le 28 novembre 1676, est un évêque français du XVIIe siècle. Il est le fils de Jean-Baptiste de Colbert, seigneur de Saint-Pouanges, et de Claudine Le Tellier, sœur de Michel, célèbre chancelier de Louis XIV. Michel est un frère cadet de Jean-Baptiste-Michel Colbert de Saint-Pouange, archevêque de Toulouse.

## Biographie
Désigné comme agent général du clergé de France par la Province ecclésiastique de Rouen de 1660 à 1665, Michel Colbert est nommé évêque de Mâcon en 1666. Il est le dernier évêque de Macon qui  prête devant les échevins le serment de maintenir les priviléges de la ville et de réparer à ses frais la perte du Pont et celle de Bourgneuf.  Une fois  installé, il corrigee, par de sages règlements, les abus qui s'étaient introduits dans la discipline, au moyen de fréquents synodes.  Il multiplie ses visites pastorales dans les paroisses de son diocèse. Colbert fait la restauration complète du grand séminaire de Mâcon qui est en très mauvais état.
En 1676, Michel de Colbert se rend à Paris à l'assemblée générale du clergé. Il y tombe malade et meurt le 28 novembre.